# شولتسندورف
شولتسندورف (به آلمانی: Schulzendorf) یک شهر در آلمان است که در دامه-اشپریوالد واقع شده‌است. شولتسندورف ۷٬۵۴۹ نفر جمعیت دارد.